# Western Bay of Plenty District
Der Western Bay of Plenty District ist eine zur Region Bay of Plenty gehörende Verwaltungseinheit in Neuseeland. Der Rat des District, Western Bay of Plenty District Council (Distriktrat) genannt, hat seinen Sitz in der Stadt Tauranga, ebenso wie die Verwaltung des Distrikts.

## Geographie

### Geographische Lage
Der Distrikt stellt mit 1951 km² reiner Landfläche den zweitkleinsten Distrikt in der Region Bay of Plenty dar. Mit 43.692 im Jahr 2013 gezählten Einwohnern kommt der Distrikt auf eine Bevölkerungsdichte von 22,4 Einwohner pro km² und ist damit der Distrikt mit der dritthöchsten Bevölkerungsdichte hinter dem Kawerau District und Rotorua Lakes.
Der Western Bay of Plenty District schließt im Nordwesten an den Hauraki District und im Westen an den Matamata-Piako District und den South Waikato District an, alle drei der Region Waikato zugehörig. Im Süden grenzt der Distrikt Rotorua Lakes an und im Osten tut dies der Whakatāne District. Die nördliche Distriktgrenze wird durch den Pazifischen Ozean gebildet, der hier auf einen Teil der Küste der Bay of Plenty stößt.
Der östliche Teil des Distrikts liegt in der nördlichen Fortsetzung der Taupō Volcanic Zone und der westliche Teil ist durch das weit ausgedehnte Inlet des Tauranga Harbours geprägt. Die Kaimai Range bestimmen das Landschaftsbild nach Südwesten hin.
Die Distriktverwaltungsstadt Tauranga, die zugleich eine eigenständige Territorial Authority darstellt, ist mit großem Abstand die größte Stadt in der Region, gehört aber nicht direkt zum Distrikt. Zu den drei Städten des Distrikts, die über mehr als 1000 Einwohner verfügen, gehören die Städte Te Puke mit rund 7000 Einwohnern, Katikati mit rund 3550 Einwohnern und Waihi Beach mit rund 1750 Einwohnern.

### Klima
Bei bevorzugten moderaten südwestlichen Windrichtungen liegen die mittleren Tagestemperaturen im Sommer um die 23 °C und im Winter um 7 °C. Die Sonnenscheindauer liegt um die 2000 Stunden pro Jahr und die Niederschläge zwischen 1000 und 1100 mm auf das Jahr gerechnet.

## Geschichte
Der westliche Bereich des Distriktes wurde ursprünglich von den Polynesiern besiedelt, die um 1350 mit dem Tākitimu Waka und dem Mātaatua Waka nach Neuseeland kamen, im östlichen Bereich hingegen siedelte die Besatzung des Arawa Waka. 1875 kamen die ersten Europäer und gründeten Katikati und 1880 Te Puke. Tauranga entstand später. Alle Siedlungen zusammen bildeten das Kernstück der europäischen Besiedelung der Region.

## Bevölkerung

### Bevölkerungsentwicklung
Von den 43.692 Einwohnern des Distrikts waren 2013 7560 Einwohner Māori-stämmig (17,3 %). Damit lebten 1,3 % der Māori-Bevölkerung des Landes im Western Bay of Plenty District. Das durchschnittliche Einkommen in der Bevölkerung lag 2013 bei 26.300 NZ$ gegenüber 28.500 NZ$ im Landesdurchschnitt.

### Herkunft und Sprachen
Die Frage nach der Zugehörigkeit einer ethnischen Gruppe beantworteten in der Volkszählung 2013 81,9 % mit Europäer zu sein, 18,2 % gaben an, Māori-Wurzeln zu haben, 2,4 % kamen von den Inseln des pazifischen Raums und 5,1 % stammten aus Asien (Mehrfachnennungen waren möglich). 18,5 % der Bevölkerung gab an in Übersee geboren zu sein und 5,2 % der Bevölkerung sprachen Māori, unter den Māori 24,1 %.

## Verwaltung
Der Western Bay of Plenty District ist seinerseits noch einmal in drei Wards eingeteilt, dem Kaimai Ward und dem Maketu - Te Puke Ward mit je vier Councillors (Ratsmitgliedern) und dem Katikati - Waihi Beach Ward mit drei Councillors. Zusammen mit dem Mayor (Bürgermeister) bilden sie den District Council (Distriktsrat). Der Bürgermeister und die elf Ratsmitglieder werden alle drei Jahre neu gewählt.

## Wirtschaft
Landwirtschaft und Gartenbau sind aufgrund des warmen, aber trotzdem feuchten Klimas und der fruchtbaren Böden, die beiden bestimmenden Wirtschaftszweige des Distriktes. Tourismus, hier vor allem in der Gegend um Waihi Beach und östlich von Tauranga, das produzierende Gewerbe und der Handel stellen weitere Standbeine der Wirtschaft der Region dar. Besonders bedeutend für die Region ist der Zitronen- und Orangenanbau, sowie der Anbau von Neuseelands „Nationalfrucht“, der Kiwi. Te Puke ist hier unter anderem als Zentrum für den Anbau der Kiwi sehr bekannt.

## Verkehr
Verkehrstechnisch angebunden ist der Western Bay of Plenty District durch den New Zealand State Highway 2, der den Distrikt von Nordwesten kommend in südöstlicher Richtung durchquert und durch die State Highways 29, 33 und 36, die allesamt in südlicher Richtung ins Landesinnere führen.